# العدوى (فلم)
العدوى (بالإنجليزية: Contracted) هو فيلم رعب أمريكي من نوع جسم زومبي لعام 2013 من تأليف وإخراج إريك إنجلاند. تم إصداره لأول مرة في 23 نوفمبر 2013، في الولايات المتحدة من بطولة ناجارا تاونسند.

## روابط خارجية
- مقالات تستعمل روابط فنية بلا صلة مع ويكي بيانات